# Diocesi di Colonia di Cappadocia
La diocesi di Colonia di Cappadocia (in latino Dioecesis Coloniensis in Cappadocia) è una sede soppressa e sede titolare della Chiesa cattolica.

## Storia
Colonia di Cappadocia, identificabile con Aksaray nell'odierna Turchia, è un'antica sede episcopale della provincia romana della Cappadocia Terza nella diocesi civile del Ponto. Faceva parte del patriarcato di Costantinopoli ed era suffraganea dell'arcidiocesi di Mocisso.
La sede è documentata in tutte le Notitiae Episcopatuum del patriarcato di Costantinopoli fino al XII secolo. Scomparve probabilmente con l'occupazione turca della regione.
Sono otto i vescovi noti di questa sede. Primo vescovo noto è Eritrio che partecipò al concilio di Nicea del 325. Bosporio assistette al concilio di Costantinopoli del 381; lo stesso vescovo è noto per una lettera di san Basilio del 374 e per altre lettere di Gregorio di Nazianzo; Palladio infine scrive che Bosporio era nel suo 48º anno di episcopato quando Giovanni Crisostomo venne esiliato (nel 404). Daniele fu uno dei padri del concilio di Efeso del 431 e sottoscrisse, verso la fine dello stesso anno, la lettera sinodale dell'arcivescovo Massimiano di Costantinopoli diretta al clero della diocesi di Tenedo per annunciare la deposizione del loro vescovo Anastasio. Aristomaco partecipò al concilio di Calcedonia del 451 e sottoscrisse la lettera dei vescovi della provincia della Cappadocia Terza all'imperatore Leone nel 458 dopo la morte di Proterio di Alessandria. Il vescovo Alessandro assistette al concilio convocato dal patriarca Menas nel 536, mentre Conone fu tra i padri del concilio detto del Trullo del 692. La sigillografia ha restituito i nomi di due vescovi, Niceforo e Teodosio, vissuti tra X e XI secolo.
Dal 1933 Colonia di Cappadocia è annoverata tra le sedi vescovili titolari della Chiesa cattolica; la sede è vacante dal 10 dicembre 1970.

## Cronotassi

### Vescovi greci
- Eritrio † (menzionato nel 325)
- Bosforo † (374 - dopo il 404 circa)
- Daniele † (menzionato nel 431)
- Aristomaco † (prima del 451 - dopo il 458)
- Alessandro † (menzionato nel 536)
- Conone † (menzionato nel 692)
- Niceforo † (X secolo)
- Teodosio † (XI secolo)

### Vescovi titolari
- Antonio Bacci † (5 aprile 1962 - 19 aprile 1962 dimesso)
- François Xavier Arthur Florent Morilleau † (23 marzo 1963 - 10 dicembre 1970 dimesso)